# Політичний режим
Політи́чний режи́м — характерний тип влади в країні, сукупність засобів і методів здійснення політичної влади, яка відображає характер взаємовідносин громадян і держави. Визначається способом і характером формування представницьких установ, органів влади, співвідношенням законодавчої, виконавчої і судової влади, центральних і місцевих органів, становищем, роллю та умовами діяльності громадських організацій, рухів, партій, правовим статусом особи, ступенем розвитку демократичних свобод.
Демократія — політичний режим, при якому єдиним джерелом влади визнається народ, а влада здійснюється за волею народу і в його інтересах. Демократичні режими складаються в правових державах.

## Підходи
У політичній науці склалося, щонайменше, дві традиції в осмисленні політичних режимів. Одна з них пов'язана з політико-правовим, або інституціональним підходом, інша — з соціологічним. У першому випадку увага приділяється формально-юридичним, процедурним характеристикам здійснення влади, у другому — її соціальним підставам та походженню.

### Політико-правовий підхід
Теоретики, що представляють перший інституційний напрямок політичного аналізу, схильні змішувати поняття режиму з поняттям форм правління або державного ладу. Подібне визначення питання традиційно було характерне для французького державознавства, де монархія і республіка розрізнялися, головним чином, саме як форми правління, а сам термін «політичний режим» вважався частиною категоріального апарату конституційного права і зв'язувався з особливостями поділу державної влади та їх співвідношенням. До цієї групи політичного аналізу приєднуються і неоінституціональні розробки, пов'язані з ім'ям Габріеля Лассуела та його послідовників (Ріггс, Бейкер).

### Соціологічний підхід
Другий напрямок політичного аналізу режимів приділяє увагу осмисленню тих зв'язків між суспільством і державою, які склалися реально. У цьому разі режим розглядається не лише як форма (будь це управління, чи державне будівництво) і навіть не тільки як структура влади з притаманними їй методами реалізації політичної волі, але й у набагато ширшому значенні — як баланс, відповідність, наявне у взаєминах соціального та політичного. У рамках соціологічного осмислення режимів є значна різноманітність позицій трактування самого терміну режим. Представники нерідко не проводять ніяких розмежувань між політичними режимами та політичними системами.
Одне з характерних у цьому відношенні визначень політичного режиму належить Морісу Дюверже, який в одному випадку розглядав його як «структуру правління, тип людського суспільства, що відрізняє одну соціальну спільність від іншої», а в іншому — як «певне поєднання системи партій, способу голосування, одного або декількох типів прийняття рішень, однієї або декількох структур груп тиску».

## Види політичних режимів
Існують демократичний і недемократичний політичні режими.
У більшості сучасних держав світу існують ті чи ті різновиди демократичного політичного режиму. Утім, в окремих державах Близького Сходу й Африки зберігаються ознаки недемократичного режиму. 

### Демократичний режим
Демократія — політичний режим, при якому єдиним джерелом влади визнається народ, а влада здійснюється за волею народу і в його інтересах. Демократичні режими складаються в правових державах.
```
За демократичного режиму державну владу реалізовують за реальної участі громадян та їхніх об’єднань у формуванні державної політики та утворенні державних органів. 
```

Розрізняють такі види демократичних режимів:
- Консервативний (консерватизм) — це режим, що має мету зберігати старі(традиційні) устрої, порядки, тощо.
- Радикальний (радикалізм) —  це режим, метою якого є принципова зміна суспільства і політичної структури засобами рішучих, кардинальних дій. Радикалізм протилежний консерватизму, поміркованості, традиціоналізму.
- Ліберальний (лібералізм) — це режим, який виходить з положення про те, що індивідуальні свободи людини є правовим базисом суспільства та економічного ладу.

### Недемократичний режим
Антидемократизм — політичний режим, за якого державна влада здійснюється антидемократичними методами. 
```
Для недемократичного (антидемократичного) політичного режиму характерні диктатура групи або партії, одержавлення громадських організацій та громадського життя, мілітаризація суспільства тощо. Він ґрунтується на насильстві держави над людиною, коли значно обмежено (а то й зовсім усунуто) можливості реального впливу громадян та їхніх об’єднань на управління державою, обмежені чи знехтувані основні права і свободи людини. 
```

#### Авторитарний режим
Авторитаризм (від лат. auctoritas — влада, вплив) — характеристика особливих типів режимів, заснованих на необмеженій владі однієї особи або групи осіб при збереженні деяких економічних, громадянських і духовних свобод для громадян. Термін «авторитаризм» був введений в науковий обіг теоретиками Франкфуртської школи неомарксизму і означав певний набір соціальних характеристик, притаманних як політичній культурі, так і масовій свідомості в цілому.
Існує два визначення авторитаризму:
- Соціально-політична система, заснована на підпорядкуванні особистості державі або його лідерам;
- Соціальна установка або риса особистості, що характеризується упевненістю в тому, що в суспільстві повинна існувати сувора і безумовна відданість, беззаперечне підпорядкування людей авторитетам і владі.

Політичний режим, що відповідає принципам авторитарності, означає відсутність демократії як щодо вільного проведення виборів, так і в питаннях управління державними структурами. Часто поєднується з диктатурою окремої особистості, яка проявляється в тій чи іншій мірі.
Авторитарні режими дуже різноманітні. До них належать:

###### Військово-бюрократичний режим
Військово-бюрократичний режим авторитаризму зазвичай виникає у вигляді військової диктатури, але в подальшому політичному розвитку все більшу роль починають грати різного роду цивільні фахівці. У правлячій коаліції домінують військові і бюрократи, відсутня будь-яка інтегруюча ідеологія. Режим може бути і безпартійним, і багатопартійним, але частіше за все існує одна проурядова, аж ніяк не масова, партія. Військових і бюрократів зазвичай об'єднує страх перед революцією знизу, тому усунення впливу на суспільство радикально налаштованих інтелектуалів видається їм необхідною умовою його подальшого розвитку. Цю проблему режим вирішує за допомогою насильства і/або закриття доступу інтелектуалів в політичну сферу через виборчі канали. Прикладами військово-бюрократичних режимів були: правління генерала Піночета в Чилі (1973—1990), військові хунти в Аргентині, Бразилії, Перу, Південно-Східної Азії. Піночет стверджував: Жоден лист не ворухнеться в Чилі без мого бажання. Генерал філософствував: «Більший злочин вбити комаху, ніж людину». Жертвами його антикомуністичних чисток стали близько 40 тисяч селян, в результаті чого з індіанською культурою в країні було по суті покінчено. Гаслом генерала Ріоса Монтт (Гватемала) було: Християнин повинен носити з собою Біблію і кулемет. В результаті його християнської кампанії 10 тисяч індіанців були вбиті і понад 100 тисяч втекли до Мексики.

###### Корпоративний авторитаризм
Корпоративний авторитаризм встановлюється в суспільствах з цілком розвиненим економічним і соціальним плюралізмом, де корпоративне представництво інтересів стає альтернативою занадто ідеологізованій масовій партії і доповненням до однопартійного правління. Зразки корпоративного режиму — правління Антоніу ді Салазара в Португалії (1932—1968), режим Франсіско Франко в Іспанії. У Латинській Америці відсутність широкої політичної мобілізації мас не раз дозволяло впроваджувати корпоративне представництво інтересів.

###### Дототалітарний авторитаризм
Дототалітарний авторитаризм — режим, який встановлюється на певній стадії розвитку політичних систем деяких країн. До порядків такого типу Лініц відносить фашистські мобілізаційні режими, які — у порівнянні з військово-бюрократичним і корпоративним авторитаризмом з їх єдиною, слабкою партією, — є менш плюралістичними і ліберальними, більш партисипаторними і демократичними. Йдеться про держави, де раніше існувала демократія, але після приходу до влади фашистських лідерів почалася еволюція в тоталітарному напрямку. Дототалітарний характер режиму обумовлює ряд важливих політичних, соціальних і культурних чинників, серед яких:
- Досить впливова політична група, яка орієнтується на тоталітарну утопію, але ще не зміцнила свою владу і не інституціоналізувала нову систему;
- Такі інститути, як армія, церква, групи інтересів, зберігаючи достатню автономію, легітимність і ефективність, прагнуть обмеження плюралізму в свою користь;
- Ситуація соціальної невизначеності, коли одні чекають, що колишні політичні і соціальні структури зможуть поглинути тоталітарний рух, а інші сумніваються в успіху цього процесу.

###### Постколоніальний авторитаризм
Постколоніальний авторитаризм у вигляді однопартійних мобілізаційних режимів виникає після здобуття колишніми колоніями незалежності, створюється знизу в суспільствах з низьким рівнем економічного розвитку. Як правило, постколоніальна незалежність є такою лише в формально-юридичному плані. Основою для мобілізації широкої громадської підтримки нового режиму найчастіше стають націоналістичні гасла захисту незалежності, що затьмарює будь-які внутрішні чвари і конфлікти. Однак  загострення економічних проблем та активізація антисистемних опозиційних сил змушують правителів обмежити або зовсім ліквідувати експерименти з вільним політичним змаганням. Рівень політичної участі громадян стає низьким, що визначає слабкість позицій лідерів таких держав, що проявляється в частих переворотах та убивствах правителів.

###### Расова квазідемократія
Расова або етнічна квазідемократія — це тип авторитаризму, де політичний процес можна було б назвати демократичним, оскільки до участі в ньому допущено певну расову або етнічну меншість, але інші подібні групи виключені з політики юридично або фактично, причому з використанням насильства. Прикладом расової демократії можна назвати колишній режим ПАР з його ідеологією апартеїду.

###### Султаністський режим
Султаністський режим можна розглядати як граничну форму автократії. Ознаками персоніфікації цих режимів є відсутність ідеології, політичної мобілізації, будь-яких обмежувачів влади султана, плюралізму. Прикладами султанізму були Гаїті при Франсуа Дювальє і його синові Жану-Клоду, Домініканська республіка при Рафаеля Трухільйо, Філіппіни при Фердінанда Маркосі, Ірак за Саддама Хусейна і т. д.

#### Тоталітарний режим
Тоталітарний режим правління має на увазі, що держава втручається в усі сфери життя людини і суспільства. Тоталітаризм ґрунтується на офіційній ідеології, характеризується крайнім центризмом, волюнтаризмом, культом особистості правлячого вождя. Спирається тільки на політичну силу (найчастіше — військову), опозиція не допускається або переслідується, насильство має характер терору, часто допускається геноцид.
Тоталітаризм (від лат. totalis — весь, цілий, повний) — це режим повного контролю з боку держави над усіма сферами життя суспільства і кожною людиною за допомогою прямого збройного підписання.
Влада на всіх рівнях формується закрито, як правило, однією людиною або вузькою групою осіб з правлячої еліти. Тоталітаризм є специфічною, новою формою диктатури, що виникла в XX столітті.
Тоталітаризм є принципово новий тип диктатури завдяки особливій ролі держави та ідеології.
Ознаки тоталітаризму:
- Ідеологічний абсолютизм (тоталітарний режим — це вельми ідеологізований режим, в якому політика цілковито підпорядкована ідеології, і нею ж детермінується)
- Єдиновладдя однієї партії — «ордена-мечоносців» (тоталітарний режим уособлює однопартійна система, і все громадське життя будується на засадах «партизації», тобто знає тільки санкціоновані партією структури і форми)
- Організований терор і репресії (одним з фундаментних підстав тоталітарного режиму є гранична концентрація страху перед «силовими структурами», за допомогою якого забезпечуються підпорядкування і покора мас)
- Монополія влади на інформацію (при тоталітарному режимі всі засоби масової інформації підпорядковані партії і державі і беззаперечно їх обслуговують, будучи позбавлені права на свободу слова та інакомислення)
- Централізований контроль над економікою (економіка при тоталітарному режимі належить до розряду командно-адміністративної (повністю одержавленої), тобто виступає не інакше, як концентроване вираження політики)
- Мілітаризація країни (при тоталітарному режимі країна уподібнюється єдиної військового табору, оточеного ворогами, яких слід знищити заради «світлого майбутнього»).

Залежно від пануючої ідеології тоталітаризм звичайно підрозділяють на фашистський, соціалістичний і націонал-соціалістичний.

### Гібридний режим
Гібридним вважається режим, у якому на виборах мають місце значні порушення, які часто не дозволяють вважати їх вільними та справедливими. Уряд може тиснути на опозиційні партії та опозиційних кандидатів. Порівняно з неповноцінними демократіями помітна істотна слабкість політичної культури, функціонування держави та політичної участі. Корупція, як правило, значно поширена, верховенство права слабке. Громадянське суспільство слабке, наявне переслідування журналістів, а судова влада не незалежна.

### Анархія
Анархію можна визначити, як відсутність політичного режиму, безвладдя. Такий стан можливо, як правило, протягом нетривалого періоду часу, при занепаді держави і катастрофічне зниження ролі державної влади або протистоянні політичних сил, що претендують на її здійснення, такий стан характерно для періоду великих потрясінь (революцій, громадянських воєн, окупації). Також анархія представляється як форма суспільного устрою, але не як якийсь проміжний стан в момент переходу від одного політичного режиму до іншого.

### Інші
Також виділяються і інші політичні режими:
- Аристократія,
- Військова диктатура,
- Демократія,
- Демократура (діктократія, діктабланда),
- Деспотизм
- Диктатура,
- Епістократія,
- Меритократия,
- Клептократия,
- Корпоратократія,
- Олігархія,
- Охлократія,
- Плутократія,
- Посттоталітаризму,
- Тимократия,
- Тиранія,
- Фашизм,
- Феодалізм.

## Типології
Різні дослідники наводять різні типології політичних режимів.

### Аристотель
Згідно з працею Ἀθηναίων πολιτεία:
- Правильні:
  - Монархія
  - Аристократія
  - Політія
- Неправильні:
  - Тиранія
  - Олігархія
  - Демократія

### Моріс Дюверже
- Явні і авторитарні;
- Демократичні, автократичні, монократичні (диктаторські);
- Директорії (колективне правління).

### ГолосівіБлондель
1. Традиційний (закритий з монолітною елітою).
2. Змагальна олігархія (відкритий, що виключає).
3. Авторитарно-бюрократичний (закритий, з диференційованою елітою, що виключає).
4. Егалітарно-авторитарний (закритий, з монолітною елітою, що включає).
5. Авторитарно-інегалітарний (закритий, з диференційованою елітою, що включає).
6. Ліберальна демократія (відкритий, що включає).